# Zac Baird
Zac Baird (16 de febrero de 1971) nació en Orange County, California.

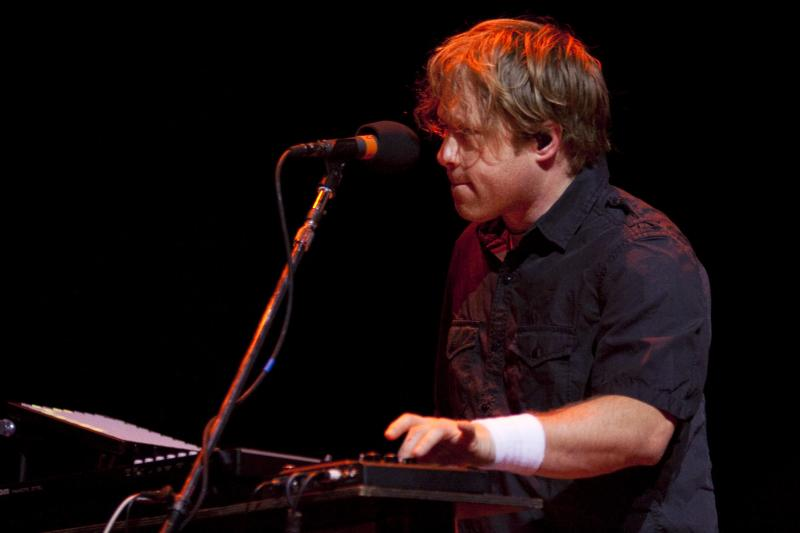
Zac Baird en un concierto.

Es pianista, colaboró con artistas como Evanescence, Korn y se cree que reemplazó a Craig Jones en Slipknot.

## Discografía seleccionada
- 1992 - "Bush Roaming Mammals" - BillyGoat
- 1994 - "Live at the Swingers Ball" - BillyGoat
- 1995 - "Black & White" - BillyGoat
- 1997 - "Anti-Social Butterfly" - Cottonmouth, Texas
- 1999 - "The Right To Remain Silent" - Cottonmouth, Texas
- 2000 - "Expatriape" - HairyApesBMX
- 2001 - "Out Demons" - HairyApesBMX
- 2001 - "Bayleaf" - Stone Gossard
- 2002 - "Ultimate Collection" - Edie Brickell and the New Bohemians
- 2002 - "Slow Drip Torture" - Maimou
- 2003 - "Fallen" - Evanescence
- 2004 - "Persephonics" - Maimou
- 2005 - "Just Like Heaven" - Soundtrack
- 2006 - "Chopped, Screwed, Live and Unglued" - Korn
- 2006 - "Family Values Tour 2006 CD" - Various artists
- 2006 - "Family Values Tour 2006 DVD" - Various artists
- 2007 - "MTV Unplugged: Korn" - Korn
- 2007 - "Korn's eighth studio álbum" - Korn
- 2010 - ''The Encounter DVD'' - Korn
- 2013, 2014 - ''The Paradigm Shift'' y ''The Paradigm Shift CD2 World Tour Edition'' - Korn
- 2016 - ''Take Me'' del álbum ''The Serenity Of Suffering'' - Korn